# 伊凡·参卡尔
伊凡·参卡尔 （Ivan Cankar，發音ⓘ，1876年5月10日—1918年12月11日），斯洛文尼亚小说家、剧作家、散文家、诗人和政治活动家。参卡尔被认为斯洛文尼亚文学现代主义的奠基人之一，也被认为是19-20世纪之交欧洲文学的重要作家。他的作品主题涉及社会、民族和道德，其中剧本《奴仆们》是斯洛文尼亚现代戏剧的先驱之作，而他的晚年作品《梦幻集》则被认为是诗体散文的杰作。

## 生平

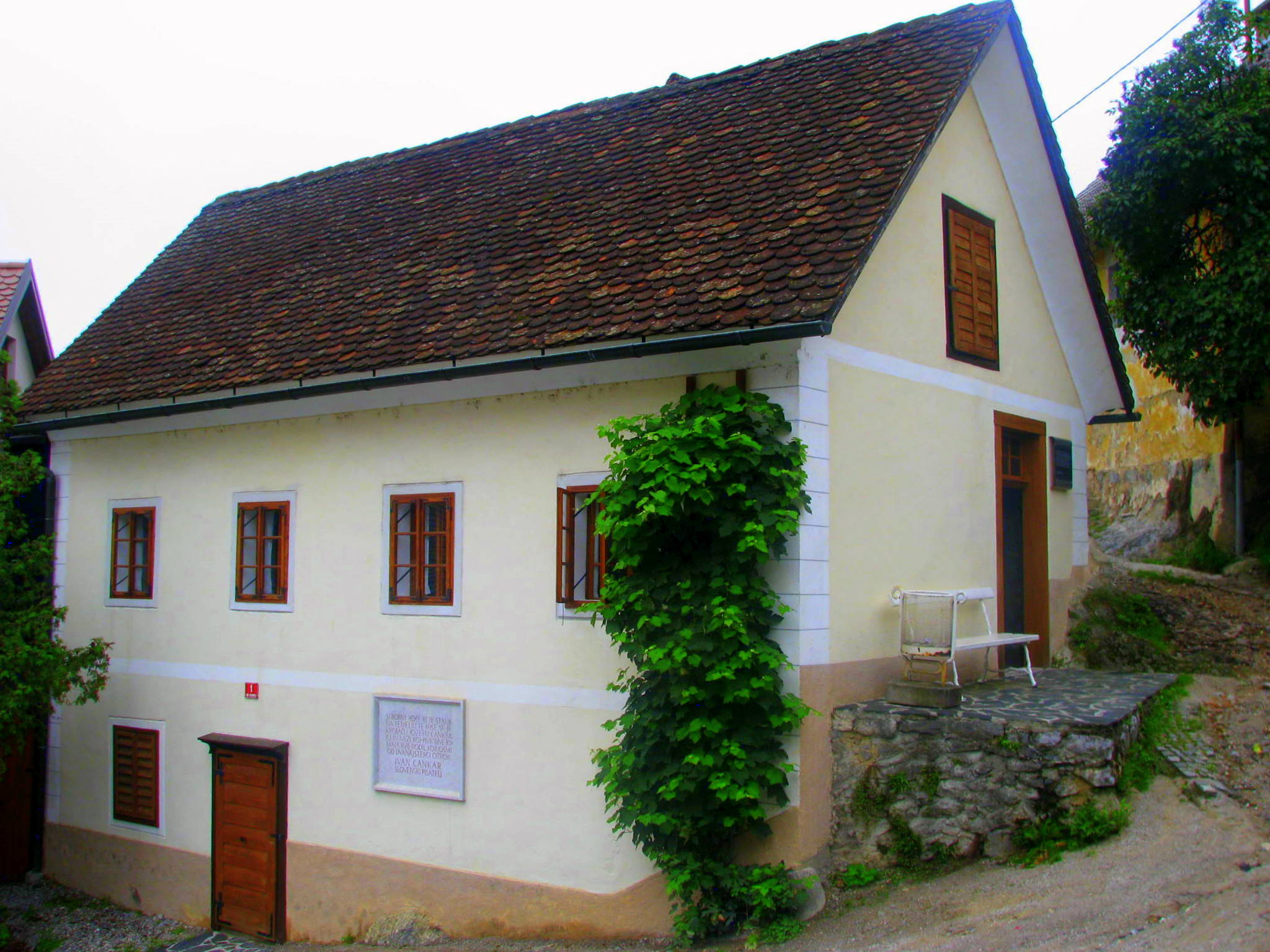
参卡尔出生地

伊凡·参卡尔出生于卡尼奥拉公国首都卢布尔雅那附近的弗尔赫尼卡镇的一个贫穷的裁缝家庭，父亲在他出生后不久就移民波斯尼亚,他由母亲抚养大，对母亲形成了既亲密而又有抗拒的矛盾心理。母亲的既自我牺牲、逆来顺受又专制的形象后来成为参卡尔作品的一个重要主题。从故乡的语法学校毕业之后，参卡尔就读于卢布尔雅那的技术高中。在浪漫主义和后浪漫主义诗人弗兰策·普列舍仁，海因里希·海涅、西蒙·延科等人的影响下，高中时代的参卡尔开始写诗。1893年他读到了Anton Aškerc的史诗，颇有触动，从此开始放弃后浪漫主义的感伤风格诗歌，转向现实主义和民族自由主义。
1896年，参卡尔进入维也纳大学学习工程，后来转而学习斯拉夫语。身处维也纳的参卡尔很快开始了波西米亚式的生活，受到当时欧洲文学流派比如颓废主义、 象征主义和民族自由主义和影响，并结识了年轻作家Fran Govekar。后者给参卡尔介绍了实证主义和自然主义，故而从1897到1899年，参卡尔的内心是倾向于实证主义的。1897年春天，参卡尔回到了故乡弗尔赫尼卡，同年秋天，参卡尔母亲去世，他搬到了普拉，第二年回到了维也纳，一直居住到1909年。
在重回维也纳居住的十余年间，参卡尔的世界观发生了深刻变化。他在1900年写给斯洛文尼亚女性主义作家Zofka Kveder 的一封信中表示自己已经放弃了实证主义和自然主义。之后，参卡尔接受了精神主义、象征主义和理想主义，还公开和Fran Govekar决裂。他也激烈地批评斯洛文尼亚自由主义运动，批评Anton Aškerc的诗歌作品，自身逐渐转向了社会主义。这一阶段的参卡尔深受罗马天主教神父和思想家、致力于基督教为基础的积极社会变革的Janez Evangelist Krek的影响。但仍然反对基督社会党所提倡的教权主义和保守主义 ，并且反对Krek创建的斯洛文尼亚人民党。参卡尔后来加入了在斯洛文尼亚之地活动的以马克思主义为宗旨的南斯拉夫社会-民主党。在1907年举行的奥地利国会第一次普选中，参卡尔作为该党在萨瓦河畔扎戈列工人阶级选区的候选人参选，但输给了斯洛文尼亚人民党的候选人。

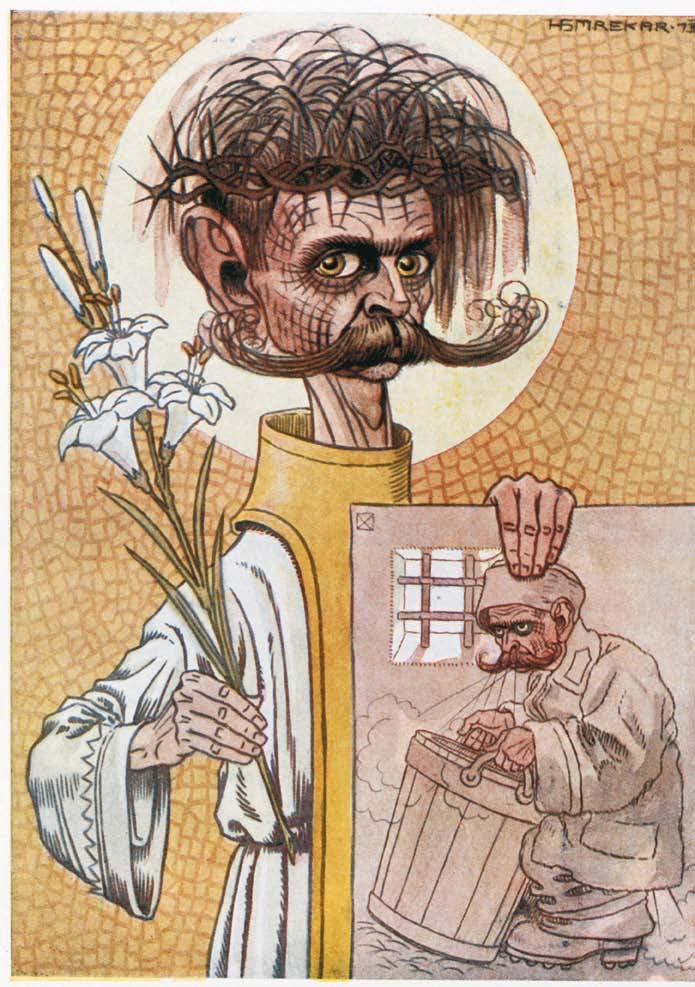
讽刺画：作为殉道者的参卡尔

1909年，参卡尔离开维也纳搬往萨拉热窝居住，他的哥哥卡洛·参卡尔在当地任神父。住在萨拉热窝的参卡尔逐渐改变了自己激烈的反教权主义立场，对于基督教神学采取更宽容的态度。同年，参卡尔开始在卢布尔雅那的罗兹尼克区定居。虽然他仍是南斯拉夫社会民主党的骨干分子，但他仍然不同意该党在1909年主张的对于南斯拉夫国家结构的观点，即渐进地将斯洛文尼亚文化和语言与塞尔维亚-克罗地亚语融合，建立一个南斯拉夫国家。为此，参卡尔激烈地为斯洛文尼亚的国家和语言的独立性辩护，他和心理学家Mihajlo Rostohar是南斯拉夫政治结构中斯洛文尼亚独立性的最主要辩护者。从1907年竞选失败开始，参卡尔就开始发表大量的文章来解释自己的政治和美学观点。1909年他回到卡尼奥拉公国之后，就开始四处旅行，进行演讲和参加集会。这些演讲中最重要的是1907年在的里雅斯特所作的“斯洛文尼亚人民和斯洛文尼亚文化”和1913年在卢布尔雅那所作的“斯洛文尼亚人和南斯拉夫”。在后一篇演讲中，参卡尔表达了对政治联合的支持，但仍然反对文化上的合并。参卡尔的这篇演讲被指侮辱奥匈帝国，他因此入狱一周。
1914年一战爆发后，参卡尔因支持塞尔维亚王国再次入狱，关押于卢比安纳城，不久获释1917年他被强行征召入伍，但不久就因身体状况不佳复员。战争刚结束不久，参卡尔在国家俱乐部发表演讲，号召对斯洛文尼亚的政治和文化进行道德洗礼，以期获得新生。参卡尔从Rožnik区迁居卢布尔雅那市中心，1918年12月在当地因西班牙流感引起的肺炎去世。参卡尔的葬礼有多位文化和政治要人参加。1936年他的墓被迁到卢布尔雅那的Zale墓地，与他的年轻时期的朋友Dragotin Kette和Josip Murn相邻。

## 个性与世界观

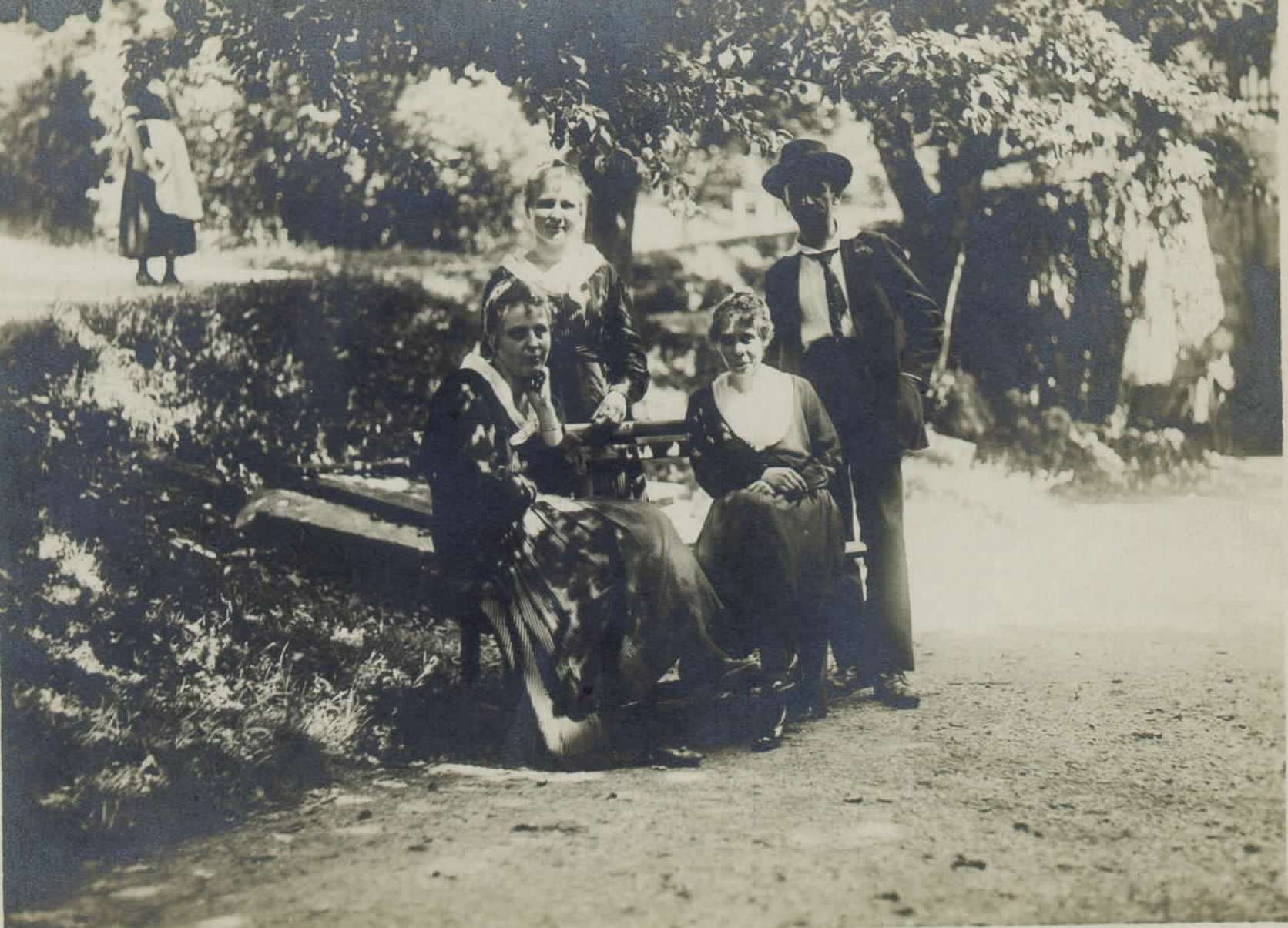
伊凡·参卡尔和朋友在卢布尔雅那

参卡尔情绪容易波动，身体也不十分健康，但具有顽强不屈不挠的精神力量他是一位敏锐的思想者，能够犀利地批判所处的环境和自身。他是矛盾的集合体，喜欢嘲讽和讽刺，他有时候陷入狂喜，对伦理问题格外敏感他经常回顾和自省，他的自传正因对自己的功绩和错误的无情分析而闻名。
参卡尔生长于一个罗马天主教家庭，在中学时间是典型的自由派。之后他抛弃了宗教教条，接受了同时代自然和社会科学给出的激进解释1898到1902年间，他受到拉尔夫·沃尔多·爱默生和弗里德里希·尼采的影响。在比利时诗人梅特林克的作品中，参卡尔找到了灵性世界的存在这一个概念，并通过这一概念结合了个人的灵魂，用于自己的创作但到了1903年，他又转向了原始的，带有无政府主义色彩的马克思主义。他的晚年，特别是1910年之后，参卡尔逐渐向正统基督教精神靠拢。虽然他从未抛弃过自己的罗马天主教信仰，他被研究者认为是无神论者，虽然他对某些传统的天主教信仰抱有同情

## 影响
参卡尔生前就已名声鹊起，他的作品广为人知，乃至成为首位可以纯依靠写作谋生的斯洛文尼亚语作家由于参卡尔一直坚持文化和民族的特殊性，去世之后的他被视作新一代知识分子的偶像来反对南斯拉夫王国塞尔维亚政治精英们的自我中心主义。1920年代初期，一群年轻的天主教徒，主要是基督教社会主义者，用参卡尔的中篇小说《山上的十字架》作为自己刊物的名字，这一团体成为1920到1930年代斯洛文尼亚基督教左派运动的主力军。
参卡尔的著作和个人世界观影响了斯洛文尼亚文学之后的三大趋势：表现主义，社会现实主义和先锋主义。同时他的政治观点影响了斯洛文尼亚神学家和思想家。参卡尔的心理回顾方式成为对斯洛文尼亚国民性研究的主要来源。在亚历山大一世统治时期，参卡尔的作品被移出学校教材，因为他北视作斯洛文尼亚特殊主义的危险支持者。1935年之后他就一直被视作斯洛文尼亚最伟大的作家之一。1937年由参卡尔的远亲Izidor Cankar主编的参卡尔全集首次出版，二战之后，设立了参卡尔出版社来出版他的作品。他的剧本被认为是开创了斯洛文尼亚现代戏剧。
参卡尔的作品在他生前就已经被翻译成多种语言。相对而言，他在斯洛文尼亚语地区之外的影响较小，但的确影响了Henri Bordeaux,Josef Friedrich Perkonig和Fulvio Tomizza等作家。托马斯·曼就很赞赏参卡尔的小说《Hiša Marije Pomočnice》，促成了德文版的出版。人民文学出版社在1957年翻译了《老管家耶尔奈》，上海译文出版社在1982年翻译出版了《在穷人街上》。

## 著作
参卡尔写了大约三十部作品，被认为是斯洛文尼亚现代主义文学的奠基人之一，也被认为是19-20世纪之交欧洲文学的重要作家。其作品取材广泛，主题涉及社会、民族和道德。
参卡尔早期以诗歌创作为主。1899年，他出版了自己的第一部诗集《情诗集》，其中可以看出颓废主义和感伤主义的影响。卢布尔雅那主教Anton Bonaventura Jeglič激烈批评这部诗集，以至于买下了市面上的所有该书并焚毁。三年之后参卡尔的另一部诗集问世，但此时他已经转向了其它体裁创作。1902年，参卡尔写了自己的第一个剧本《为了国家的安宁》，辛辣的讽刺了斯洛文尼亚的，特别是卡尼奥拉公国的国家主义精英们同年他发表了小说《在山上》, 小说描绘了城市无产阶级的悲惨命运和广大人民的困苦处境，这部作品展现了自然主义的风格，同时结合了寓言式的象征主义和不寻常的圣经启示录般的文体，参卡尔因而声名鹊起。
在1904年发表的三篇小说《茹迪特夫人》、《圣母进教佑瞻礼之守护者》和 《山上的十字架》中，参卡尔转向精神主义和理想主义，将其作为被压迫的人民寻求更好生活的主题。1906年他写了短篇小说副题为“一个理想主义者的人生故事”《马丁·卡库尔》, 小说无情地分析了一个纯理想主义者的失败。 在1907年参加普选时，参卡尔发表了短篇小说《老管家耶尔奈》，他在其中描绘了一个自食其力的工人与资本家、传统社会、工人弄不懂的法律之间的冲突。斯洛文尼亚工人党取得选举胜利后，参卡尔创作了影响最大的戏剧《奴仆们》。在这一剧本中，参卡尔讽刺了那些之前激进和认同无神论的“人民公仆们”，这些人在革命党选举失败后，奴颜婢膝地倒向天主教势力。革命派和天主教保守势力都强烈批评这一剧本，该剧直到奥匈帝国解体后的1918年秋天才得以上演。在剧本《圣弗罗林山谷的丑闻》中，参卡尔讽刺了卡尼奥拉公国小城镇的道德僵化和文化倒退。
1907到1913年，参卡尔写了不少杂文，问题娴熟，看法犀利。参卡尔最后的作品收入《梦幻集》，于去世之后的1920年出版，这部作品对第一次世界大战的恐怖进行了魔幻现实主义的、寓言式描写。表明作者从象征主义转变向表现主义，这部作品也被认为是参卡尔诗体散文的杰作

### 節選

#### 诗歌
- 情诗集，1899年

#### 小说
- 异乡人，1902年
- 在穷人街上，1902年
- 茹迪特夫人，1904年
- 马丁·卡丘尔，1905年
- 老管家耶尔奈，1907年
- 圣弗罗林山谷的丑闻，1908年
- 米兰和米兰娜，1913年

#### 戏剧
- 为了民众的幸福，1901年
- 贝塔伊诺瓦的太上皇，1902年
- 奴仆们，1910年

#### 散文
- 我的生活，1914年
- 梦幻集，1920年

## 其他
- 卢布尔雅那的文化和會議中心以參卡爾為名，命名為「參卡爾中心」（Cankarjev dom）